# 2019 au Burkina Faso
Cet article présente les faits marquants de l'année 2019 au Burkina Faso.

## Évènements
- 1er janvier : massacre de civils peuls, lors d'une attaque djihadiste suivie de représailles des miliciens mossis contre les peuls qui fait 49 morts (6 civils mossis tués par les djihadistes et 43 civils peuls tués par les miliciens)[1].
- 19 janvier : démission du premier ministre Paul Kaba Thiéba et de son gouvernement[2].
- 10 mai : le combat de Gorom-Gorom permet de délivrer quatre otages.
- 12 mai : l'attaque d'une église à Dablo fait 6 morts[3].
- 19 août : attaque de Koutougou au Burkina Faso.
- 1er au 17 novembre : opération Bourgou IV au Mali et au Burkina Faso.
- 6 novembre : une attaque contre un convoi de la société minière SEMAFO dans la région Est du Burkina Faso fait au moins 37 morts civils et 60 blessés. Il s'agit de l'attaque la plus meurtrière enregistrée dans le pays depuis le début des violences jihadistes en 2014[4].
- 24 décembre : l'attaque d'Arbinda fait au moins 42 morts.